# تلوریان
تلوریان (انگلیسی: Tellurian Inc) شرکت انرژی آمریکایی است، که در سال ۲۰۱۶ تأسیس شد.